# 喬恩·泰斯塔
喬恩·泰斯塔（英語：Jon Tester；1956年8月21日—），是一位美國民主黨政治人物，2007年起擔任蒙大拿州美國參議院議員。泰斯塔2006年擊敗共和黨時任聯邦參議員康拉德·波恩斯晉身議會，並在2012年一次激烈的選舉中成功贏過共和黨的丹尼·巴特雷貝格連任。此前，泰斯塔曾是一名音樂教師及農民，也當過蒙大拿州参议院議長。

## 延伸閱讀
- Background and collected news at The Washington Post
- 美國國會國家人物傳記大辭典中的傳記
- 由華盛頓郵報維護的投票記錄
- 智慧投票计划中的傳記、投票紀錄及利益集團評級
- Congressional profile at GovTrack
- Congressional profile at OpenCongress
- Issue positions and quotes at On the Issues
- Financial information at OpenSecrets.org
- Staff salaries, trips and personal finance at LegiStorm.com
- 聯邦選舉委員會中的競選財務報告和數據
- Campaign contributions at the National Institute for Money in State Politics
- Appearances on C-SPAN programs
- 網路電影資料庫上的亮相頁面
- Profile at Ballotpedia

## 外部連結
- 喬恩·泰斯塔（页面存档备份，存于）參議院官方網站
- 喬恩·泰斯塔參議員競選網站（页面存档备份，存于）
- 中的“喬恩·泰斯塔”

| 政党职务                   | 政党职务                                                                               | 政党职务                |
| -------------------------- | -------------------------------------------------------------------------------------- | ----------------------- |
| 前任者： 布賴恩·施魏策爾   | 美國參議員蒙大拿州民主黨被提名人 （第1類） 2006年、2012年、2018年、2024年              | 最新的                  |
| 前任者： 麥克·班尼         | 民主黨參議院競選委員會主席 2015年－2017年                                              | 繼任者： 克里斯·范·荷倫 |
| 美国参议院                 |                                                                                        |                         |
| 前任者： 康拉德·波恩斯     | 蒙大拿州第1類參議員 2007年－2025年 與马克斯·博卡斯、約翰·沃爾什、史蒂夫·戴恩斯同時在任 | 繼任者： 蒂姆·希伊      |
| 前任者： 瑪麗亞·坎特威爾   | 参议院印第安人事务委员会主席 2014–2015                                                 | 繼任者： 約翰·巴拉索    |
| 前任者： 約翰·巴拉索       | 参议院印第安人事务委员会副主席 2015–2017                                               | 繼任者： 湯姆·尤德爾    |
| 前任者： 理查德·布魯門薩爾 | 参议院退伍军人事务委员会高阶委员 2017–2021                                             | 繼任者： 傑里·莫蘭      |
| 前任者： 傑里·莫蘭         | 参议院退伍军人事务委员会主席 2021—2025                                                 | 繼任者： 傑里·莫蘭      |